# 히가시토마다촌
히가시토마다촌(東苫田村)은 오카야마현 도마타군에 있던 촌이다. 현재의 쓰야마시에 해당한다.

## 역사
- 1889년 6월 1일 - 정촌제 시행에 의해 구메난조군 사라야마촌이 성립하였다.
- 1900년 4월 1일 - 구메호쿠조군과 합병해 구메군이 되었다.
- 1941년 2월 11일 - 사라야마촌과 함께 쓰야마시에 편입되었다.

## 교통

### 도로
폐지 당시는 미완성. 고속도로는 주고쿠 자동차 도로가 통과할 뿐. 국도는 없다.

## 참고문헌
- 和泉橋警察署 『新旧対照市町村一覧』第2冊（東京 ： 加藤孫次郎、1889（明22））
- 地名編纂委員会 『角川日本地名大辞典33 岡山県』（角川学芸出版、1989、ISBN 4040013301）